# Cazaugitat
Cazaugitat è un comune francese di 259 abitanti situato nel dipartimento della Gironda nella regione della Nuova Aquitania.

## Società

### Evoluzione demografica
Abitanti censiti